# Ронні
Ронні Еберсон Фуртадо де Араужо або просто Ронні (порт.-браз. Ronny Heberson Furtado de Araújo / Ronny; нар. 11 травня 1986, Форталеза, Бразилія) — бразильський футболіст, півзахисник.

## Клубна кар'єра

### Ранні роки
Розпочав займатися футзалом в ААББ, звідки у молодіжну команду «Форталези» його запросив Журандір Алвеш. Він провів лише дві гри за аматорів Леао. В одному з них агент Алекс Дуарте побачив його в дії і підписав контракт з «Жувентусом» (Сан-Паулу), який співпрацював у пошуку талановитих гравців з «Корінтіансом». Потім він перейшов з «Молеке Травесу» до «Тімау».

### «Корінтіанс»
В аматорській команді клубу з Сан-Паулу його помітив тренер Зе Аугушту, але тим, хто наважився випустити його в основний склад, був тренер Тіте. Ронні інтегрували в основний склад «Корінтіанса» 2004 року, де він став дублером Густаво Нері. У 2005 році став чемпіоном Бразилії й навіть відзначився голом зі штрафного у ворота «Бразильєнсе». Незважаючи на те, що зіграв у декількох матчах, все ж привернув увагу закордонних клубів, переважно завдяки своєму потужному удару. У 2006 році по завершенні контракту, такі клуби, як «Манчестер Сіті», ПСВ, «Парі Сен-Жермен» і «Валенсія» були зацікавлені в його підписанні.

### «Спортінг»
«Спортінг» випередив конкурентів і підписав контракт із перспективним бразильським вінгером на 4 роки (до 2010 року). З моменту приєднання до «Спортінга» Ронні намагався виграти конкуренцію за місце в основі: у сезоні 2006/07 років конкурував зі збірниками Марку Канейрою та Родріго Тельйо, й зіграв 12 матчів у Прімейра-лізі. Хоча 26 листопада 2006 року відзначився пам’ятним голом на 88-й хвилині переможного (1:0) виїзного поєдинку проти «Навала де Маю». Португальське телебачення заміряло швидкість його штрафного удару 210,9 км/год, що зробило його найшвидшим ударом на той час. Однак фізик Метін Толан показав, що «швидкість удару 200 км/год у футболі [...] абсолютно неможлива».
Ронні розпочав сезон 2007/08 років як гравець стартового складу, але з приходом у січні Леандро Грімі з «Мілана» втратив своє місце, зіграв лише шість матчів за третій рік свого перебування в команді.

### «Уніан Лейрія»
У 2009 році він був відданий в оренду в «Уніан Лейрія», де значно покращив свою продуктивність, забив декілька м'ячів та віддав декілька результативних передач, залишався беззаперечним гравцем стартового складу на позиції лівого захисника або лівого півзахисника.

### «Герта» (Берлін)
Після закінчення контракту зі «Спортінгом» вільним агентом підписав контракт з берлінською «Гертою».У Бундеслізі дебютував 17 вересня 2011 року, вийшов на заміну Патріку Еберту на останніх хвилинах нічийного (2:2) поєдинку проти «Аугсбурга». У німецькій команді Ронні завоював місце в основі і разом зі своїм братом став одним із найяскравіших гравців у сезоні 2010/11 років, в якому клуб забезпечив своє повернення в еліту німецького футболу. У другому дивізіоні того ж року відзначився 2-ма голами і віддав п'ять асистів. У сезоні 2012/13 років перейшов на більш атакуючу позицію півзахисника, яка залишилася вакантною після відходу його брата. Саме у вище вказаному сезоні продемонстрував свою найкращу результативність у кар'єрі, відзначився 18-ма голами, допоміг своїй команді повернутися у вищий дивізіон після річної відсутності.
31 серпня 2016 року Ронні та футбольний директор Міхаель Претц домовилися розірвати контракт з бразильцем достроково за рік до його завершення, після того, як він перестав відповідати вимогам головного тренера Паля Дардаї.

### «Форталеза»
17 березня 2017 року, більше ніж через десять років після від'їзду до Європи, 30-річний Ронні повернувся на батьківщину та підписав контракт з місцевою «Форталеза», де обрав футболку під номером 52 як данину пам'яті своєму батькові Каетано, який також був футболістом і якому саме було така ж кількість років. 10 листопада Разом із сімома іншими гравцями покинув клуб. Після цього завершив кар'єру професійного футболіста. У січні 2019 року вів переговори з «Берлін Юнайтед» і брав участь у зимовій підготовці з клубом, але не зміг домовитися з клубом.

### «Нові Пазар» (Берлін)
У серпні 2020 року Ронні повернувся в професійний футбол і підписав контракт з клубом шостого дивізіону Берліна «Нові Пазар».

## Кар'єра в збірній
У 2003 році викликаний до юнацької збірної Бразилії (U-17), де став чемпіоном світу у вище вказаній категорії.

## Особисте життя
Син колишнього бразильського правого захисника Франсішку Каетану, який грав за «Сеару» та «Форталезу». Його старший брат Раффаель виступав за молодіжні команди «Ювентуса», який грав, зокрема, за «Боруссію» Менхенгладбах.
Коли грав за юнацьку збірну Бразилії (U-17), Ронні носив прізвисько «Тоді». Але в європейському футболі він отримав потужніше прізвисько: «Людина-бомбардувальник» завдяки потужному удару, який нагадував його кумира, також лівого захисника Роберто Карлоса.

## Досягнення
«Корінтіанс»
- Серія А Бразилії
  -  Чемпіон (1): 2005

«Спортінг»
- Кубок Португалії
  -  Володар (2): 2006/07, 2007/08

- Суперкубок Португалії
  -  Володар (2): 2006/07, 2007/08

«Герта» (Берлін)
- Друга Бундесліга
  -  Чемпіон (1): 2010/11

юнацька збірна Бразилія (U-17)
- Юнацький чемпіонат світу
  -  Чемпіон (1): 2003